# Kirschroter Spei-Täubling
Der Kirschrote Spei-Täubling (Russula emetica) ist ein Blätterpilz aus der Familie der Täublingsverwandten (Russulaceae) und die Typusart der Gattung Russula. Der mittelgroße Täubling hat einen blut- bis zinnoberroten Hut, weiße Lamellen, weißes Sporenpulver und weiches, sehr scharf schmeckendes und obstartig riechendes Fleisch. Die Sporen sind kugelig bis ellipsoid und dicht feinnetzig und stachelig. Die Fruchtkörper erscheinen einzeln bis gesellig von Juli bis November meist in Moor- und feuchten Nadelwäldern. Der verbreitete bis ziemlich häufige Täubling ist schwach giftig.

## Merkmale

### Makroskopische Merkmale
Der Hut ist zunächst gewölbt, später ausgebreitet und zur Mitte durchaus etwas niedergedrückt. Er erreicht einen Durchmesser von 3–10 Zentimetern, die zu 2/3 – 4/4 abziehbare Huthaut ist mehr oder weniger kräftig kirschrot und meist klebrig glänzend. Der Hutrand ist kurz und oft undeutlich gerieft.
Die engstehenden und weißen Lamellen sind ausgebuchtet angewachsen. Die farblosen Sporen sind rundlich oval und mit grober stacheliger bis warziger Oberfläche. Das Sporenpulver ist weiß.
Der weiche und weiß gefärbte Stiel ist 5–10 Zentimeter lang und bis zu 2 Zentimeter dick, er hat eine keulenartige Form. Das Fleisch ist weiß, porös und schmeckt brennend scharf. Der Geruch ist obstartig.

### Mikroskopische Merkmale
Die rundlichen bis elliptischen Sporen sind 7,4–10,3 µm lang und 6,5–8,5 µm breit. Der Q-Wert (Quotient aus Sporenlänge und -breite) ist 1,1–1,3. Das Sporenornament wird bis zu 1,2 µm hoch und besteht aus groben, kegeligen, teilweise verlängerten Warzen, die mehrheitlich, aber stellenweise nur undeutlich, durch Linien oder niedrige Grade miteinander netzig verbunden sind. Der Apiculus misst 1,5–1,62 µm × 1,25 µm, der deutlich amyloide Hilarfleck ist unregelmäßig und misst etwa 3 µm × 3,75 µm.
Die keuligen, viersporigen Basidien messen 38–50 µm × 11–13 µm. Die zahlreichen Hymenialzystiden färben sich mit Sulfobenzaldehyd oder Sulfovanillin deutlich an. Die spindeligen Cheilozystiden sind am oberen Ende nicht oder nur andeutungsweise eingeschnürt. Sie messen 35–75 µm × 7–12 µm, während die ähnlichen Pleurozystiden 55–100 µm lang und 10–14 µm breit sind.
Die Huthaut ist deutlich in eine Supra- und Subpellis gegliedert. Sie besteht aus mehr oder weniger verbogenen, zylindrischen Haaren, die verzweigt und septiert sind und sich zur Spitze hin etwas verjüngen. Die Hyphenwände sind schwach gelatinisiert. Außerdem findet man zwischen den Hyphen zylindrische bis keulige und ein- bis dreifach septierte, 4,5–14 µm breite Pileozystiden, die sich mit Sulfobenzaldehydreagenzien ebenfalls anfärben lassen. Die Hyphen enthalten reichlich vakuoläres rotes Pigment, Membranpigmente kommen nicht vor.

## Artabgrenzung
Verwechslungen sind besonders mit anderen rothütigen Täublingen wie dem Apfel-Täubling (Russula paludosa), gegebenenfalls auch mit dem Fleischroten Speise-Täubling (Russula vesca) möglich. Eine ebenfalls ähnliche und nah verwandte Art des Kirschroten Spei-Täublings ist der Hochgebirgs-Spei-Täubling (Russula nana).

## Toxikologie
Der Kirschrote Spei-Täubling gilt allgemein als roh giftiger Pilz, die Giftstoffe sollen durch Kochen zerstört werden. Von seinem Verzehr ist dennoch abzuraten. Für die Wirkung verantwortlich sind harzige Inhaltsstoffe, die besonders bei empfindlichen Personen zu starken Magendarm-Beschwerden führen können (siehe Gastrointestinales Syndrom). Innerhalb von einer Stunde nach dem Verzehr des Pilzes können Bauchschmerzen, Brechdurchfälle und im Extremfall Krämpfe und Koma auftreten. Da kein spezielles Gegengift existiert, kann nur symptomatisch behandelt werden. Außerdem kann Aktivkohle zur Bindung der Giftstoffe aus dem Darm gegeben werden.

## Ökologie
Die Fruchtkörper erscheinen vom Sommer bis in den Spätherbst hinein. Bei dem Kirschroten Spei-Täubling handelt es sich um einen Mykorrhiza-Pilz, der in erster Linie mit verschiedenen Nadelbäumen, insbesondere mit Fichten und Kiefern, zusammenlebt. Da die Art allerdings in vielen Varietäten vorkommt, besiedelt sie durchaus auch andere Waldformen, so kann man einige Formen auch unter Rotbuchen und Birken beobachten. Weitere Lebensräume sind Moore, wo sie in der Regel im Torfmoos unter Nadelgehölz stehen. Das Myzel wächst vor allem in saurem und nassem Boden.

## Verbreitung

Europäische Länder mit Fundnachweisen des Kirschroten Spei-Täublings.
Legende:
Länder mit Fundmeldungen
Länder ohne Nachweise
keine Daten
außereuropäische Länder

Der Kirschrote Spei-Täubling ist fast weltweit verbreitet. Auch wenn er eine überwiegend holarktische Art ist, wurde er auch in Australien und in Südamerika (Kolumbien [var. lacustris Singer]) gefunden. Auf der Nordhalbkugel kommt er in Nord- und Mittelamerika (Kanada, USA, Mexiko und Costa Rica), in Nordasien (Kaukasus, Sibirien, Russland-Fernost, Japan, Nord- und Südkorea), Nordafrika und fast ganz Europa vor. Als meridional bis borealer Täubling findet man ihn im Süden von Spanien bis Rumänien, in Westeuropa von Frankreich über die Beneluxstaaten bis nach Großbritannien, in ganz Mitteleuropa und Fennoskandinavien. In Norwegen reicht das Verbreitungsgebiet bis zum Nordkap und in Schweden bis nach Lappland.
In Deutschland ist die Art von der Küste bis in die Nordalpen hinein lückig verbreitet, regional aber teilweise recht häufig.

## Systematik

### Infragenerische Systematik
Der Kirschrote Spei-Täubling ist die Typart der Untersektion Emeticinae (Syn.: Untersektion Russula) und zugleich auch die Typusart der Gattung Täublinge. Die Untersektion enthält kleinere bis mittelgroße, zerbrechliche Arten mit roten oder rosa Hüten und weißem Sporenpulver. Die Täublinge schmecken sehr scharf und haben einen angenehmen, meist fruchtigen Geruch.

## Internationale Volksnamen
GB: Sickener.

FR: Russule émétique, émétique, Faux fayssé, Colombe rouge, Panarole rouge, Poivron.

NL: Braakrussula.

DK: Stor Gift-Skørhat.

NO: Giftkremle.

SE: Giftkremla.

FI: Tulipunahapero.

ES: Netorra proer, Pebrassa vermella, escaldabec. Pebrassa vermella

PT: Escaldabec.

IT: Colombina rossa.

HU: Hánytató galambgomba, lomberdei változata, Nyírfa-galambgomba.

SK: Plávka škodlivá, modrastolupenová Holubinka, vrhavka lesní, Holubinka vrhavka,.

SI: Bljuvna golobica.

RS: Bljuvara.

RO: Scuipatul dracului, Stupitul satanei, Vineţica focului, Pâinişoară piperată..

CZ: Holubinka vrhavka, Piktoji umede.

PL: Gołąbek wymiotny.

LV: Sīvā bērzlape.

LT: Piktoji ūmėdė.

EE: Kirbe pilvik.

WA: Russule a vômi, Rodje russule, Russule rinådrece, Rodje russule, Russule émétique